# Grande Buenos Aires

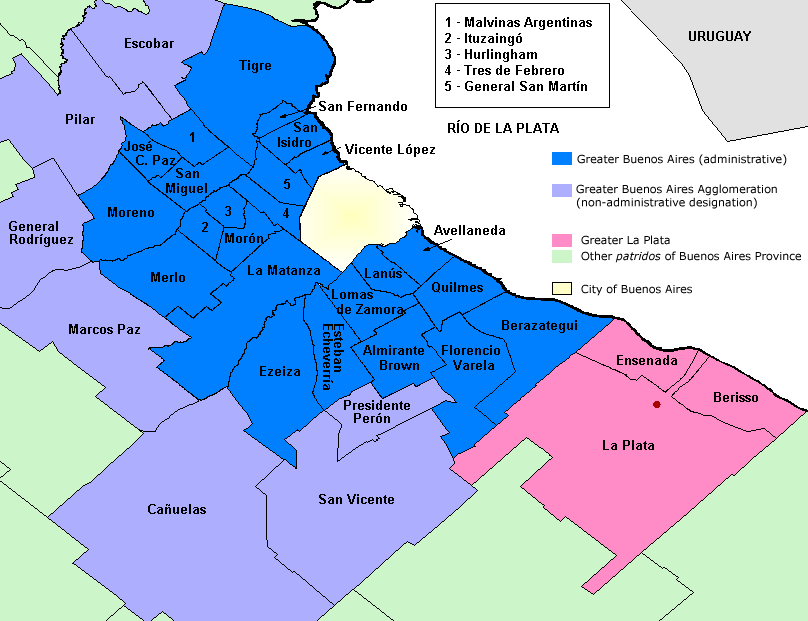
Dipartimenti della Grande Buenos Aires

La Grande Buenos Aires (GBA; in spagnolo Gran Buenos Aires) è il nome con il quale si conosce la Città Autonoma di Buenos Aires (o capital federal) più la sua area metropolitana, chiamata conurbano, che si estende nella provincia di Buenos Aires, senza costituire nel suo insieme un'unità amministrativa. 
Si estende in tutte le direzioni possibili (nord, ovest e sud; ad est è impossibilitata dal Río de la Plata), ed è composta da zone con distinte peculiarità. Per esempio, la zona nord della Grande Buenos Aires è associata tradizionalmente con la classe alta, mentre al sud proliferano quartieri di famiglie di classe media e bassa. A sud confina con l'area della Gran La Plata, appartenente alla città di La Plata.

## Definizione secondo l'INDEC
L'Instituto Nacional de Estadística y Censos argentino, INDEC, lo definisce come il congiunto composto dalla Ciudad Autónoma de Buenos Aires più i dipartimenti della Provincia di Buenos Aires vicini ad essa. L'agglomerazione urbana della Grande Buenos Aires è definita come Aglomerado Gran Buenos Aires, e la sua popolazione corrisponde ai 24 partidos (dipartimenti vicini alla spirale) più una porzione delle popolazioni non inclusi nella Grande Buenos Aires in senso amministrativo. La superficie totale dell'Area Metropolitana della Ciudad Autónoma de Buenos Aires più la conurbazione della Provincia di Buenos Aires è di 3.833 km².

### Estensione dell'agglomerato urbano

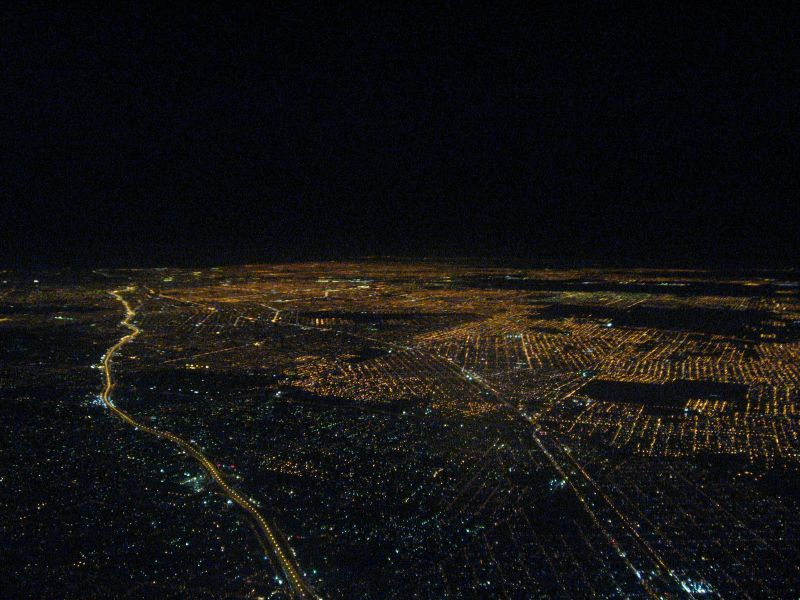
Panoramica notturna della Grande Buenos Aires

L'Agglomerato Gran Buenos Aires si estende per 31 unità amministrative:
- La Città Autonoma di Buenos Aires (Ciudad Autónoma de Buenos Aires)
- 14 dipartimenti, la cui la totalità della popolazione e della superficie fa parte dell'Agglomerato Grande Buenos Aires:
  - Avellaneda
  - General San Martín
  - Hurlingham
  - Ituzaingó
  - José Clemente Paz
  - Lanús
  - Lomas de Zamora
  - Malvinas Argentinas
  - Morón
  - Quilmes
  - San Isidro
  - San Miguel
  - Tres de Febrero
  - Vicente López
- 10 dipartimenti, la cui popolazione e superficie si integrano parzialmente nell'Agglomerato Grande Buenos Aires e fanno parte della Grande Buenos Aires in senso amministrativo:
  - Almirante Brown
  - Berazategui
  - Esteban Echeverría
  - Ezeiza
  - Florencio Varela
  - La Matanza
  - Merlo
  - Moreno
  - San Fernando
  - Tigre
- 6 dipartimenti la cui superficie e popolazione integrano parzialmente l'Agglomerato e non fanno parte del GBA in senso amministrativo:
  - Escobar
  - General Rodríguez
  - Marcos Paz
  - Pilar
  - Presidente Perón
  - San Vicente
- 2 dipartimenti la cui superficie e popolazione fa parte molto parzialmente dell'Agglomerato e non formano parte del GBA in senso amministrativo. Non sono nemmeno considerati, per il momento, parte dell'Aglomerado Gran Buenos Aires:
  - Cañuelas
  - La Plata

## Popolazione

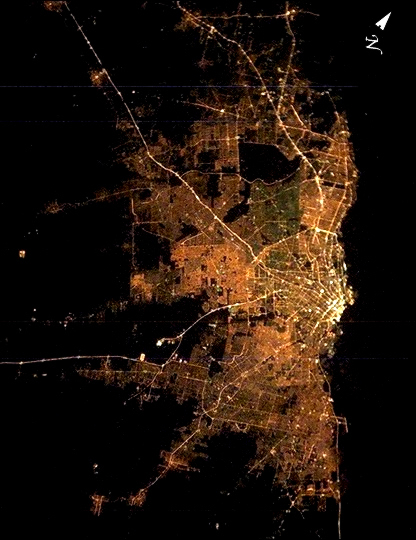
Immagine satellitare notturna della Grande Buenos Aires

Dal punto di vista amministrativo la Grande Buenos Aires contava nel 2001 11.460.575 abitanti (2.776.138 nella Ciudad Autónoma de Buenos Aires più 8.684.437 nei 24 dipartimenti).
L'Aglomerado Gran Buenos Aires contava nel 2001 12.046.799 abitanti (2.776.138 nella Ciudad Autónoma e 9.270.661 nella conurbazione). Nel 1991 la popolazione dell'agglomerato era di 11.297.987 abitanti (2.965.403 nella la Ciudad Autónoma e 8.332.584 nella conurbazione).
Questo significa che la crescita fu dell'ordine del 6,6 per mille (-6,4 per mille nella Città Autonoma e 11,3 per mille nella conurbazione). Questo ammontare rappresenta nel 2001 il 33,2% del totale del paese, qualcosa in meno del 34,6% del 1991.
L'Aglomerado Gran Buenos Aires costituisce, per la sua popolazione, la maggiore concentrazione urbana dell'Argentina, la seconda del Sudamerica (dopo San Paolo del Brasile), e la terza dell'America Latina (dopo Città del Messico e San Paolo).